# Gloeocystidiellum
Gloeocystidiellum is een geslacht van schimmels behorend tot de familie Stereaceae. De typesoort is de roomkleurige oliecelkorst (Gloeocystidiellum porosum).

## Soorten
Volgens Index Fungorum telt het geslacht 34 soorten (peildatum december 2022):
| Soortnaam                                             | Auteur(s)                                        | Publicatiejaar |
| ----------------------------------------------------- | ------------------------------------------------ | -------------- |
| Gloeocystidiellum aspellum                            | Hjortstam                                        | 1987           |
| Gloeocystidiellum bisporum                            | Boidin, Lanq. & Gilles                           | 1997           |
| Gloeocystidiellum clavuligerum (Blazige oliecelkorst) | (Höhn. & Litsch.) Nakasone                       | 1982           |
| Gloeocystidiellum compactum                           | Sheng H. Wu                                      | 1996           |
| Gloeocystidiellum convolvens                          | (P. Karst.) Donk                                 | 1956           |
| Gloeocystidiellum debile                              | (Berk. & M.A. Curtis) T.H. Li & Z.S. Bi          | 1997           |
| Gloeocystidiellum fimbriatum                          | Burds., Nakasone & G.W. Freeman                  | 1981           |
| Gloeocystidiellum fistulatum                          | (G. Cunn.) Boidin                                | 1966           |
| Gloeocystidiellum flammeum                            | Boidin                                           | 1966           |
| Gloeocystidiellum formosanum                          | Sheng H. Wu                                      | 1996           |
| Gloeocystidiellum granulatum                          | (Sheng H. Wu) E. Larss. & K.H. Larss.            | 2020           |
| Gloeocystidiellum heimii                              | Boidin                                           | 1966           |
| Gloeocystidiellum inconstans                          | (G. Cunn.) Stalpers & P.K. Buchanan              | 1991           |
| Gloeocystidiellum irpicescens                         | Boidin                                           | 1966           |
| Gloeocystidiellum irpiscescens                        | Boidin                                           | 1966           |
| Gloeocystidiellum kenyense                            | Hjortstam                                        | 1987           |
| Gloeocystidiellum laxum                               | Sheng H. Wu                                      | 1996           |
| Gloeocystidiellum luridum (Dunne melkkorstzwam)       | (Bres.) Boidin                                   | 1951           |
| Gloeocystidiellum marianum                            | Burds., Nakasone & G.W. Freeman                  | 1981           |
| Gloeocystidiellum moniliforme                         | Sheng H. Wu                                      | 1996           |
| Gloeocystidiellum odontoides                          | Khara                                            | 1988           |
| Gloeocystidiellum permixtum                           | (Boidin, Lanq. & Gilles) E. Larss. & K.H. Larss. | 2020           |
| Gloeocystidiellum porosellum                          | Hjortstam                                        | 1984           |
| Gloeocystidiellum porosum (Roomkleurige oliecelkorst) | (Berk. & M.A. Curtis) Donk                       | 1931           |
| Gloeocystidiellum purpureum                           | Sheng H. Wu                                      | 1996           |
| Gloeocystidiellum rajchenbergii                       | Gorjón & Hallenb.                                | 2012           |
| Gloeocystidiellum sinuosum                            | G.W. Freeman                                     | 1981           |
| Gloeocystidiellum subsimile                           | Y. Hayashi                                       | 1974           |
| Gloeocystidiellum tabacinum                           | Sheng H. Wu                                      | 1996           |
| Gloeocystidiellum triste                              | Hjortstam & Ryvarden                             | 1986           |
| Gloeocystidiellum tropicale                           | Burds., Nakasone & G.W. Freeman                  | 1981           |
| Gloeocystidiellum turpe                               | G.W. Freeman                                     | 1981           |
| Gloeocystidiellum vesiculosum                         | (Burt) Boidin, Lanq. & Gilles                    | 1997           |
| Gloeocystidiellum zawitense                           | S.S. Rattan, Abdullah & Ismail                   | 1978           |